# Saison 1 de Brothers and Sisters
Chronologie
Saison 2
La première saison de Brothers and Sisters, série télévisée américaine créée par Jon Robin Baitz, a démarré aux États-Unis le dimanche 24 septembre 2006 pour se terminer le 20 mai 2007 et est composée de 23 épisodes.

## Distribution de la saison

### Acteurs principaux
- Calista Flockhart (V.F.: Natacha Muller) : Kitty Walker
- Rachel Griffiths (V.F.: Anne Massoteau) : Sarah Walker
- Sally Field (V.F.: Monique Thierry) : Nora Walker
- Ron Rifkin (V.F.: Max André) : Saul Holden
- Patricia Wettig (V.F.: Véronique Augereau) : Holly Harper
- Balthazar Getty (V.F.: Patrick Borg) : Tommy Walker
- Dave Annable (V.F.: Pascal Nowak) : Justin Walker
- Matthew Rhys (V.F.: Mathias Kozlowski) : Kevin Walker
- John Pyper-Ferguson (V.F.: Laurent Mantel) : Joe Whedon
- Sarah Jane Morris (V.F.: Stéphanie Lafforgue) : Julia Walker
- Emily VanCamp (V.F.: Chantal Macé) : Rebecca Harper (dès l'épisode 15)
- Kerris Lilla Dorsey (V.F.: Lisa Caruso) : Paige Whedon

### Acteurs récurrents
- Maxwell Perry Cotton (V.F.: Leopold Szapatura) : Cooper Whedon
- Rob Lowe (V.F.: Bruno Choel) : Robert McCallister
- Luke Macfarlane (V.F.: Emmanuel Garijo) : Scotty Wandell

## Épisodes

### Épisode 1:Retour à L.A./Le Patriarcat
- États-Unis /  Canada : 24 septembre 2006 sur ABC / Global[1]
- France : 28 août 2007 sur Fox Life,  11 mai 2009 sur TF1,  23 février 2021 sur Disney +
- Québec : 12 septembre 2009 sur Radio-Canada[2]

- États-Unis : 16,1 millions de téléspectateurs (première diffusion)
- Canada : 1,092 million de téléspectateurs[3]
- France : 1,63 million de téléspectateurs (première diffusion)

- Tom Skerritt (William Walker)
- Josh Hopkins (Warren Salter)
- Matthew Settle (Jonathan Sellers)
- Tyler Posey (Gabriel Whedon)
- Kerris Lilla Dorsey (Paige Whedon)
- Maxwell Perry Cotton (Cooper Whedon)
- Jay Huguley (White Peyton)
- Michael Beach (Noah Guare)
- Laura Jordan (Fawn)
- Stana Katic (Karen Wells)
- John C. Moskoff (Leo)
- Ryan Michelle Bathe (Sasha)
- Laraine Newman (Lyla)
- David Burke (Jack Bishop)
- Daniel Edward Mora (Jorge)
- Angela Sargeant (Gladys)

### Épisode 2:Les Dernières Volontés/Le Testament
- États-Unis /  Canada : 1er octobre 2006
- France : 28 août 2007 sur Fox Life, 12 mai 2009 sur TF1,  23 février 2021 sur Disney +
- Québec : 19 septembre 2009 sur Radio-Canada

- États-Unis : 13,9 millions de téléspectateurs (première diffusion)
- Canada : 1,06 million de téléspectateurs[4]
- France : 1,33 million de téléspectateurs (première diffusion)

- Josh Hopkins (Warren Salter)
- Kerris Lilla Dorsey (Paige Whedon)
- Maxwell Perry Cotton (Cooper Whedon)
- Michael Beach (Noah Guare)
- Laura Jordan (Fawn)
- Angela Sargeant (Gladys)
- Luke Macfarlane (Scotty Wandell)
- George Gerdes (Vincent Johanssen)
- Chris Owen (the droll clerk)
- Brent Jennings (Officer Dunnigan)
- Alexander Agate (Josh Wong-Bates)
- Hemky Madera (the worker)

### Épisode 3:Sortie de l'ombre/Affaires d’État
- États-Unis : 8 octobre 2006
- France : 4 septembre 2007 sur Fox Life, 13 mai 2009 sur TF1,  23 février 2021 sur Disney +
- Québec : 26 septembre 2009 sur Radio-Canada

- États-Unis : 13,1 millions de téléspectateurs (première diffusion)
- France : 1,02 million de téléspectateurs (première diffusion)

- Josh Hopkins (Warren Salter)
- Matthew Settle (Jonathan Sellers)
- Kerris Lilla Dorsey (Paige Whedon)
- Maxwell Perry Cotton (Cooper Whedon)
- Laraine Newman (Lyla)
- David Burke (Jack Bishop)
- David Cheaney (the caterer)
- Luke Macfarlane (Scotty Wandell)

### Épisode 4:Portrait de famille
- États-Unis : 15 octobre 2006
- France : 4 septembre 2007 sur Fox Life, 14 mai 2009 sur TF1,  23 février 2021 sur Disney +
- Québec : 3 octobre 2009 sur Radio-Canada

- États-Unis : 12 millions de téléspectateurs (première diffusion)

- Tom Skerritt (William Walker)
- Josh Hopkins (Warren Salter)
- Matthew Settle (Jonathan Sellers)
- Tyler Posey (Gabriel Whedon)
- Kerris Lilla Dorsey (Paige Whedon)
- Maxwell Perry Cotton (Cooper Whedon)
- Jay Huguley (Whit Peyton)
- Marika Dominczyk (Tyler Altamirano)
- David Burke (Jack Bishop)
- James Hornbeck (Harry Dodelson)
- Janet Carroll (Sloane Dodelson)
- Luke Macfarlane (Scotty Wandell)
- Ryan Eggold (Randy Stewart)
- Judith Moreland (Dr Kate Allenby)
- Michael Canavan (David Silver)

### Épisode 5:Les Jeux de l'amour/Rendez-vous amoureux
- États-Unis : 22 octobre 2006
- France : 11 septembre 2007 sur Fox Life, 15 mai 2009 sur TF1,  23 février 2021 sur Disney +
- Québec : 10 octobre 2009 sur Radio-Canada

- États-Unis : 12,1 millions de téléspectateurs (première diffusion)

- Josh Hopkins (Warren Salter)
- Matthew Settle (Jonathan Sellers)
- Kerris Lilla Dorsey (Paige Whedon)
- Maxwell Perry Cotton (Cooper Whedon)
- David Burke (Jack Bishop)
- Luke Macfarlane (Scotty Wandell)
- Treat Williams (David Morton)
- Keri Lynn Pratt (Amber Trachtenberg)
- Nicki Micheaux (Michele Yearwood)

### Épisode 6:Soirée de gala/Pour les enfants
- États-Unis : 29 octobre 2006
- France : 11 septembre 2007 sur Fox Life, 18 mai 2009 sur TF1,  23 février 2021 sur Disney +
- Québec : 17 octobre 2009 sur Radio-Canada

- États-Unis : 12,67 millions de téléspectateurs (première diffusion)
- France : 1,5 million de téléspectateurs (première diffusion)

- Josh Hopkins (Warren Salter)
- Marika Dominczyk (Tyler Altamirano)
- David Burke (Jack Bishop)
- Luke Macfarlane (Scotty Wandell)
- Keri Lynn Pratt (Amber Trachtenberg)
- Meredith Baxter (Margaret Packer)
- Robert Foxworth (Harry Packard)
- Luise Heath (Alexandra Troy)
- Shawn Michael Patrick (Jordan Lisco)
- Al Fardis (Dr Bernard Kruger)
- Dougald Park (Patrick)
- Roz Witt (the attendant)

### Épisode 7:Week-end au ranch
- États-Unis : 5 novembre 2006
- France : 18 septembre 2007 sur Fox Life, 19 mai 2009 sur TF1,  23 février 2021 sur Disney +
- Québec : 24 octobre 2009 sur Radio-Canada

- États-Unis : 13,73 millions de téléspectateurs (première diffusion)

- Josh Hopkins (Warren Salter)
- Jay Huguley (Whit Peyton)
- Marika Dominczyk (Tyler)
- David Burke (Jack Bishop)
- Luke Macfarlane (Scotty Wandell)
- Treat Williams (David Morton)
- Keri Lynn Pratt (Amber Trachtenberg)
- Shawn Michael Patrick (Jordan Lisco)
- Ruben Garfias (Henry Martinez)
- Maya Hazen (Amy Chang)

### Épisode 8:Mea.../Les Erreurs commises (1/2)
- États-Unis : 12 novembre 2006
- France : 18 septembre 2007 sur Fox Life, 20 mai 2009 sur TF1, 23 février 2021 sur Disney +
- Québec : 31 octobre 2009 sur Radio-Canada

- États-Unis : 13,1 millions de téléspectateurs (première diffusion)

- Tom Skerritt (William Walker)
- Tyler Posey (Gabriel Whedon)
- Kerris Lilla Dorsey (Paige Whedon)
- Maxwell Perry Cotton (Cooper Whedon)
- Marika Dominczyk (Tyler)
- David Burke (Jack Bishop)
- Annie McKnight (the mail woman)
- Luke Macfarlane (Scotty Wandell)
- Treat Williams (David Morton)
- Alejandra Flores (Rosa)
- Suzanne Whang (Carly)
- Diego Villarreal Garcia (Shawn)
- Shawn Michael Patrick (Jordan Lisco)
- Laura Jordan (Fawn)

### Épisode 9:...Culpa/Les Erreurs commises (2/2)
- États-Unis : 19 novembre 2006
- France : 25 septembre 2007 sur Fox Life, 21 mai 2009 sur TF1, 23 février 2021 sur Disney +
- Québec : 7 novembre 2009 sur Radio-Canada

- États-Unis : 13,21 millions de téléspectateurs (première diffusion)

- Tom Skerritt (William Walker)
- Josh Hopkins (Warren Salter)
- Kerris Lilla Dorsey (Paige Whedon)
- Maxwell Perry Cotton (Cooper Whedon)
- Jay Huguley (White Peyton)
- David Burke (Jack Bishop)
- Treat Williams (David Morton)
- Keri Lynn Pratt (Amber Trachtenberg)
- Shawn Michael Patrick (Jordan Lisco)
- Rob Lowe (Robert McCallister)
- Michelle Noh (Michelle)
- Jamie Martz (Dan)
- Stephen Bishop (Rick)
- Alex Reznik (the doctor)
- Michael Dempsey (Ed)
- Kathleen M. Darcy (the loan officer)

### Épisode 10:En sursis/Hanouka
- États-Unis : 10 décembre 2006
- France : 25 septembre 2007 sur Fox Life, 22 mai 2009 sur TF1, 23 février 2021 sur Disney +
- Québec : 14 novembre 2009 sur Radio-Canada

- États-Unis : 10,47 millions de téléspectateurs (première diffusion)

- Josh Hopkins (Warren Salter)
- Kerris Lilla Dorsey (Paige Whedon)
- Maxwell Perry Cotton (Cooper Whedon)
- Jay Huguley (Whit Peyton)
- David Burke (Jack Bishop)
- John Benjamin Hickey (Major Guinness)
- Kevin T. McCarthy (the Christmas tree man)
- John Berg (university president)
- Elaine Kagan (Juge Driscoll)
- Bob Pescovitz (Rabbi Rothholtz)
- Ron Canada (Brigadier General Hendricks)

### Épisode 11:Thérapie familiale/Le Jour de la famille
- États-Unis : 17 décembre 2006
- France : 2 octobre 2007 sur Fox Life, 25 mai 2009 sur TF1, 23 février 2021 sur Disney +
- Québec : 21 novembre 2009 sur Radio-Canada

- États-Unis : 12,06 millions de téléspectateurs (première diffusion)

- Rob Lowe (Robert McCallister)
- Tyler Posey (Gabriel Whedon)
- Kerris Lilla Dorsey (Paige Whedon)
- Sasha Craig (Maya)
- Romy Rosemont (the counselor)
- Jeanette Brox (Claire Feller)
- Irene White (the staff member)

### Épisode 12:Stratégie amoureuses/Stratégies sexuelles
- États-Unis : 14 janvier 2007
- France : 2 octobre 2007 sur Fox Life, 26 mai 2009 sur TF1, 23 février 2021 sur Disney +
- Québec : 28 novembre 2009 sur Radio-Canada

- États-Unis : 12,46 millions de téléspectateurs (première diffusion)

- Rob Lowe (Robert McCallister)
- Caroline Aaron (Elise)
- Mark Harari (the instructor)
- Jason Lewis (Chad Barry)
- Rachel Montez Collins (L.A. babe)
- Paul Cassell (Gary Morris)
- Ryan Michelle Bathe (Noreen)
- Sophia Rachel Garcia (Nicole)
- Susan Santiago (Vanessa)
- Sulekah Naidu (the hostess)
- Jim Anzie (the waiter)
- Robert Michael Morris (Lawrence McGill)
- Christian Keyes (the bouncer)
- Chris Flanders (the reporter)
- Roxy Olin (Michelle)

### Épisode 13:L'Anniversaire de Nora/L'Anniversaire
- États-Unis : 21 janvier 2007
- France : 9 octobre 2007 sur Fox Life, 27 mai 2009 sur TF1, 23 février 2021 sur Disney +
- Québec : 5 décembre 2009 sur Radio-Canada

- États-Unis : 11,95 millions de téléspectateurs (première diffusion)

- Rob Lowe (Robert McCallister)
- Marika Dominczyk (Tyler Altamirano)
- Marion Ross (Ida Holden)
- Susan Pari (Sparky)
- Mario Piccirillo (Pietro)
- Romy Rosemont (the counselor)
- Jason Lewis (Chad Barry)
- Hutchi Hancock (party staffer)
- Danny Lopes (the delivery guy)
- Stephon Fuller (the video editor)
- Adrian N. Roberts (the state trooper)
- Cheryl Tsai (the waitress)

### Épisode 14:Soirées de Saint-Valentin/Le Massacre de la Saint-Valentin
- États-Unis : 11 février 2007
- France : 9 octobre 2007 sur Fox Life, 28 mai 2009 sur TF1, 23 février 2021 sur Disney +
- Québec : 12 décembre 2009 sur Radio-Canada[2]

- États-Unis : 11,31 millions de téléspectateurs (première diffusion)

- Rob Lowe (Robert McCallister)
- Maxwell Perry Cotton (Cooper Whedon)
- Marika Dominczyk (Tyler)
- Margot Kidder (Emily Craft)
- Jason Lewis (Chad Barry)
- Roxy Olin (Michelle)
- D.W. Moffett (Michael Pellington)
- Luke Macfarlane (Scotty Wandell)
- Sky Soleil (the policeman)
- Judy Shekoni (the hostess)

### Épisode 15:L'Art d'aimer/Difficultés amoureuses
- États-Unis : 18 février 2007
- France : 16 octobre 2007 sur Fox Life, 29 mai 2009 sur TF1, 23 février 2021 sur Disney +
- Québec : 16 janvier 2010 sur Radio-Canada[2]

- États-Unis : 11,78 millions de téléspectateurs (première diffusion)

- Tom Skerritt (William Walker)
- Rob Lowe (Robert McCallister)
- Joel Grey (Dr Jude Bar-Shalom)
- Naz Deravian (Dr Colleen Singh)
- Ryan Michelle Bath (Noreen)
- Paul Cassell (Gary Morris)
- Susan Santiago (Vanessa)
- Jason Lewis (Chad Berry)
- Roxy Olin (Michelle)
- Cad Olivas (the little kid)

### Épisode 16:L'Autre Sœur/L'Autre Walker
- États-Unis : 4 mars 2007
- France : 16 octobre 2007 sur Fox Life, 2 juin 2009 sur TF1, 23 février 2021 sur Disney +
- Québec : 23 janvier 2010 sur Radio-Canada

- États-Unis : 11,78 millions de téléspectateurs (première diffusion)

- Maxwell Perry Cotton (Cooper Whedon)
- Marika Dominczyk (Tyler Altamirano)
- Jason Lewis (Chad Berry)
- Parry Shen (Dan Silk)
- Emilio Rivera (the sponsor)

### Épisode 17:Pièce rapportée/La Famille
- États-Unis : 1er avril 2007
- France : 23 octobre 2007 sur Fox Life, 3 juin 2009 sur TF1, 23 février 2021 sur Disney +
- Québec : 30 janvier 2010 sur Radio-Canada

- États-Unis : 9,13 millions de téléspectateurs (première diffusion)

- Maxwell Perry Cotton (Cooper Whedon)
- David Paymer (Donald Dudley)
- Peter Coyote (Mark August)
- Diva Zappa (Nora's classmate)
- David Carmon (Nora's classmate)
- Jason Lewis (Chad Berry)
- Justine Dorsey (Sofia McCallister)
- Max Burkholder (Jack McCallister)
- Kate Connor (the waitress)

### Épisode 18:D'une soirée à l'autre/Trois parties
- États-Unis : 8 avril 2007
- France : 23 octobre 2007 sur Fox Life, 4 juin 2009 sur TF1, 23 février 2021 sur Disney +
- Québec : 6 février 2010 sur Radio-Canada

- États-Unis : 10,98 millions de téléspectateurs (première diffusion)

- Margot Kidder (Emily Craft)
- Peter Coyote (Mark August)
- Paul Cassell (Gary Morris)
- Zeb Newman (Steve Cohen)
- Jason Lewis (Chad Berry)
- Alexandra Staden (Juliet)
- Jason Singer (the manager)
- Kathryn Meisle (Alice Webb)
- Juan Carlos Cantu (the diner's owner)
- Chris W. King (Doug)
- Diego Torres (Mike)
- Parry Shen (Dan Silk)
- David Rogers (Jon Lewis)

### Épisode 19:Défi de famille/Soirée de jeux
- États-Unis : 15 avril 2007
- France : 30 octobre 2007 sur Fox Life, 5 juin 2009 sur TF1, 23 février 2021 sur Disney +
- Québec : 13 février 2010 sur Radio-Canada

- États-Unis : 11,49 millions de téléspectateurs (première diffusion)

- Rob Lowe (Robert McCallister)
- Maxwell Perry Cotton (Cooper Whedon)
- Eric Winter (Jason McCallister)
- Paul Cassell (Gary Morris)
- Perry King (Curtis Jones)
- Susan Sullivan (Miranda Jones)
- Jenna Elfman (Lizzie Jones-Baker)
- Elina Madison (Stephanie Jones-Reed)
- Kim Murphy Zandell (Donna Jones)
- Duffy Dibley (Doug Jones)
- Clint Carmichael (Ken Baker)
- Bryan Krasner (Roger Jones)
- James Ritz (Wallace)
- Jack Ritter (Ken Junior)
- Darcy Rose Byrnes (Gwyneth)

### Épisode 20:Mauvaises Nouvelles
- États-Unis : 29 avril 2007
- France : 30 octobre 2007 sur Fox Life, 8 juin 2009 sur TF1, 23 février 2021 sur Disney +
- Québec : 20 février 2010 sur Radio-Canada

- États-Unis : 11,52 millions de téléspectateurs (première diffusion)

- Rob Lowe (Robert McCallister)
- Maxwell Perry Cotton (Cooper Whedon)
- Peter Coyote (Mark August)
- Paul Cassell (Gary Morris)
- Zeb Newman (Steve Cohen)
- Dele Ogundiranas (the waitress)

### Épisode 21:Les Raisins de la colère
- États-Unis : 6 mai 2007
- France : 6 novembre 2007 sur Fox Life, 9 juin 2009 sur TF1, 23 février 2021 sur Disney +
- Québec : 27 février 2010 sur Radio-Canada

- États-Unis : 10,83 millions de téléspectateurs (première diffusion)

- Rob Lowe (Robert McCallister)
- Peter Coyote (Mark August)
- Eric Pierpoint (en) (Stanley Hancock)
- Pat Destro (Staci Hancock)

### Épisode 22:Un sur deux/Le Fils préféré
- États-Unis : 13 mai 2007
- France : 6 novembre 2007 sur Fox Life, 10 juin 2009 sur TF1, 23 février 2021 sur Disney +
- Québec : 6 mars 2010 sur Radio-Canada

- États-Unis : 11,92 millions de téléspectateurs (première diffusion)

- Rob Lowe (Robert McCallister)

### Épisode 23:Le Départ/Le Matriarcat
- États-Unis : 20 mai 2007
- France : 6 novembre 2007 sur Fox Life, 24 janvier 2011 sur TF1, 23 février 2021 sur Disney +
- Québec : 13 mars 2010 sur Radio-Canada[2]

- États-Unis : 12,66 millions de téléspectateurs (première diffusion)

- Rob Lowe (Robert McCallister)
- Eric Winter (Jason McCallister)